# Ghiacciaio Palais
Il ghiacciaio Palais è un ghiacciaio lungo circa 15 km situato nella regione centro-occidentale della Dipendenza di Ross, in Antartide. Il ghiacciaio, il cui punto più alto si trova a circa 1600 m s.l.m., si trova in particolare nella parte nord-occidentale della dorsale Royal Society, dove fluisce verso nord, scorrendo tra il massiccio Colwell, a est, e le montagne di Wilkniss, a ovest, fino a unire il proprio flusso, a cui nel frattempo si è unito quello del ghiacciaio Waddington, a quello del ghiacciaio Ferrar, poco a est del ghiacciaio Creagh e del monte Blackwelder.

## Storia
Il ghiacciaio Palais è stato mappato dai membri della spedizione Terra Nova, condotta dal 1910 al 1913 e comandata dal capitano Robert Falcon Scott, ma è stato così battezzato solo nel 1994 dal Comitato consultivo dei nomi antartici in onore di Julie Michelle Palais, una glaciologa che ha condotto diverse ricerche sul campo nei pressi del duomo Concordia e del monte Erebus nel corso di cinque stagioni tra il 1978 e il 1989 e che dal 1994 è membro del sopraccitato comitato.